# Phalops dregei
Phalops dregei là một loài bọ cánh cứng trong họ Bọ hung (Scarabaeidae).